# Xef (pel·lícula)
Xef (coneguda com a #Chef al títol original) és una pel·lícula nord-americana de comèdia de 2014 dirigida per Jon Favreau. Entre el repartiment d'actors es troben Jon Favreau, Robert Downey Jr., John Leguizamo, Scarlett Johanson, Dustin Hoffman, Sofia Vergara i Bobby Cannavale. Ha estat doblada i subtitulada al català.

## Sinopsi
Quan el xef Carl Casper (Jon Favreau) deixa sobtadament el seu treball en un famós restaurant de Los Angeles, en enfrontar-se al seu controlador amo (Dustin Hoffman) i negar-se a renunciar a la seva integritat creativa, ha de descobrir quin és el seu següent pas. Per coses de la vida es troba a Miami i s'associa amb la seva exdona (Sofia Vergara), el seu amic (John Leguizamo) i el seu fill (Emjay Anthony) per muntar un lloc de menjar ambulant cubà. Durant el camí, Carl torna a les seves arrels i recupera la seva passió per la cuina i l'entusiasme per la vida i l'amor.

## Argument
Carl Casper, nascut a Miami, és el cap de cuina de Gauloise en Brentwood, Califòrnia. Encara que és popular entre el seu personal de cuina i l'amfitriona Molly, l'amo del restaurant, Riva, vol que Carl es quedi amb "clàssics" cansats en lloc de plats innovadors. Carl té una relació tibant amb el seu fill Percy, preadolescente coneixedor de la tecnologia, i la seva adinerada ex emmanilla Inez.
Quan Carl té l'oportunitat de servir a un prestigiós crític i blogger anomenat Ramsey Michel, Riva exigeix que es quedi amb els vells favorits en l'últim minut, la qual cosa fa que Carl ho accepti, la qual cosa porta a una crítica mordaç. En Twitter, Carl insulta a Ramsey per la revisió, sense adonar-se que la seva resposta és pública, i gana un gran seguiment de Twitter. A Carl se li ocorre un nou menú inspirador que li encanta al seu personal i convida a Ramsey a una "revenja". Es retira després d'enfrontar-se a Riva, qui vol el mateix menú de sempre. A casa, Carl prepara el menú que volia servir-li a Ramsey. L'assistent de Carl es converteix en el xef interí i fins i tot els plats normals no tenen èxit. Ramsey novament comença a twittear negativament sobre Carl, la qual cosa porta a Carl a anar al restaurant, on enutjat i públicament renya a Ramsey.
Els videos amb la fusió de Carl es tornen virals, i la seva credibilitat professional s'evapora. Molly i Inez ho animen a manejar un camió de menjar. Accepta la invitació d'Inez a Miami, on pansa un temps agradable amb Percy i redescobreix el seu amor per la cuina cubana. L'ex marit d'Inez, Marvin, li ofereix un camió de menjar atrotinat, i Carl accepta a contracor. Carl també està alguna cosa enutjat després de saber que Marvin i Inez van passar un temps junts després del seu divorci d'Inez. Ell i Percy s'uneixen mentre restauren el camió i compren comestibles i Carl li compra un ganivet de xef. Martin, el seu amic de Gauloise, rebutja la seva promoció de restaurant per treballar amb Carl, qui s'ha convertit novament en un xef exuberant i apassionat.
Els tres condueixen el camió de menjar per tot el país de retorn a Los Angeles, servint sándwiches cubans i papes fregides amb yuca. Percy troba maneres de promocionar el camió de menjar en els llocs web de xarxes socials, i el camió es converteix en un èxit a Nova Orleans, Austin, i Texas, on els especials diaris inclouen articles fets amb ingredients locals com po 'boys i faldilla rostida a la parilla.
Havent-se unit a Percy i valorant la seva relació, Carl accepta l'entusiasta oferta de Percy d'ajudar els caps de setmana i les vacances quan els dos tornen a Los Angeles. Ramsey visita la camioneta per explicar que va escriure la mala crítica perquè sentia que les habilitats de Carl no s'adaptaven a un restaurant que havia estat servint el mateix menú durant anys. Es va amb una oferta per finançar un nou restaurant. En un conjunt de flaix-forward sis mesos més tard, el nou restaurant té èxit i està tancat per a un esdeveniment privat: la cerimònia de matrimoni de nou matrimoni de Carl i Inez.

## Repartiment
- Jon Favreau és Carl Casper.
- Robert Downey Jr. és Marvin.
- John Leguizamo és Martin.
- Bobby Cannavale és Tony
- Emjay Anthony és Percy
- Scarlett Johansson és Molly
- Dustin Hoffman és Riva Rivers.
- Sofia Vergara és Inez Dels Ponts.
- Oliver Platt és Ramsey Michel.

## Recepció
La pel·lícula ha rebut crítiques generalment positives, té una qualificació en Metacritic de 68 sobre 100 basada en 36 crítiques i un índex d'aprovació del 85 % en Rotten Tomatoes.